# Aloe tuberculata
Aloe tuberculata é uma espécie de liliopsida do gênero Aloe, pertencente à família Asphodelaceae.